# Малые ГЭС Московской области
Малые ГЭС Московской области — малые гидроэлектростанции мощностью менее 10 МВт, расположенные на территории Московской области.

## История
Освоение энергетического потенциала рек в московском регионе начато ещё с XVII века со строительства мельниц на плотинах малых речек. Выработка электроэнергии на новых плотинах была начата с XIX века со строительства небольших станций при заводах, уже во второй половине XX века небольшие электростанции были пристроены к новым крупным водохранилищам.

## Действующие малые ГЭС
Основная часть действующих гидроэлектростанций региона относится либо к системе канала имени Москвы либо к системе Мосводоканала. Установленная мощность малых станций превышает 17 МВт, а выработка первичной электроэнергии — 50 млн кВт·ч в год.

### Малые ГЭС канала имени Москвы
- Пироговская ГЭС — мощность 0,28 МВт, среднегодовая выработка 0,88 млн кВт·ч, работает на стоке реки Клязьма из Пироговского водохранилища.
- Акуловская ГЭС — мощность 0,28 МВт, среднегодовая выработка 1,0 млн кВт·ч, работает на стоке реки Уча из Учинского водохранилища.
- Листвянская ГЭС — мощность 0,3 МВт (проектная — 0,7 МВт), среднегодовая выработка 5,14 млн кВт·ч, работает на стоке воды из Учинского водохранилища в систему водоснабжения Москвы, работает преимущественно на воде поднятой насосными станциями канала.

### Можайская ГЭС
55°32′04″ с. ш. 35°57′12″ в. д.
Мощность станции — 2,5 МВт, среднегодовая выработка 10,1 млн кВт·ч, работает на сбросе воды из Можайского водохранилища в реку Москва. Оборудование станции состоит из двух гидроагрегатов мощностью по 1,25 МВт, с турбинами РО-123-ВМ-120 (напор 19,5 м) с генераторами ВГСП 260/34-24. Введена в эксплуатацию в 1962 году. Собственник станции — Мосводоканал.

### Истринская ГЭС
55°59′33″ с. ш. 36°49′34″ в. д.
Построена в 1937 году. Мощность станции — 3,06 МВт, среднегодовая выработка 8 млн кВт·ч, работает на сбросе воды из Истринского водохранилища в реку Истра. В машинном зале станции расположены два агрегата мощностью по 1,35 МВт с радиально-осевыми турбинами РО-45/820-ВМ-120 (расчетный напор — 18,3 м, смонтированы в 1992 году), а также один агрегат мощностью 0,36 МВт с турбиной Е 7570, установленный в 1994 году. Собственник станции — Мосводоканал.

### Рузская ГЭС-34
55°45′49″ с. ш. 36°06′10″ в. д.
Работает на сбросе воды из Рузского водохранилища в реку Руза. Мощность — 3,2 МВт, среднегодовая выработка электроэнергии (совместно с Рузской ГЭС-2) — 23 млн кВт.ч. В здании ГЭС смонтированы 2 гидроагрегата мощностью по 1,6 МВт с поворотно-лопастными турбинами ПЛ20/811-В-160 производства ЛМЗ, работающих на расчетном напоре 16 м, турбины приводят в действие генераторы ВГСП 260/31-18 производства УЭТМ. .
Состав сооружений ГЭС: водоприемник, подводящий напорный туннель с бетонной облицовкой (длина 32,7 м, внутренний диаметр 3,1 м), камера со свободной поверхностью в конце подводящего туннеля перед спиральными камерами, камера со свободной поверхностью на выходе отсасывающих труб перед входом в отводящий туннель, отводящий туннель с бетонной облицовкой, спроектированный как безнапорный (длина 320 м, внутренний диаметр 3,1 м), открытый водоток от
выходного портала отводящего туннеля ГЭС-34 до водотока в нижнем бьефе Рузской ГЭС-2.

### Рузская ГЭС-2
55°45′46″ с. ш. 36°06′28″ в. д.
Расположена рядом с Рузской ГЭС-34, вблизи деревни Палашкино, создана на основе сооружений Рузского гидроузла. Мощность — 1,25 МВт. В здании ГЭС расположен один гидроагрегат с турбиной РО-123-ВМ-120, работающий на напоре 19,35 м. Генератор ВГСП 260-30/24, выдача мощности производится через ОРУ 35/6 кВ. Введена в эксплуатацию в 1964 году. Включает следующие сооружения:
- земляная плотина из однородных насыпных мореных суглинков;
- блок железобетонных сооружений, разделенных на три функциональных секции, в которые входят: входной оголовок, объединяющий водосброс и водоприёмник ГЭС, донная галерея и станционное здание ГЭС.

Водосброс имеет четыре пролёта, оборудованных плоскими колесными затворами. Донная пятипролётная галерея − коробчатого сечения, в одном из пролетов смонтирован металлический трубопровод диаметром 1,6 м для подвода воды к зданию ГЭС-2. Остальные четыре пролёта являются отводящей частью поверхностного водосброса. Сопряжение с нижним бьефом выполнено с помощью гасительного колодца. На период остановки гидроагрегата в напорный водовод врезан трубопровод холостого водовыпуска.
Запланирована модернизация ГЭС с установкой дополнительного гидроагрегата Пр30-Г-46/1000-150 мощностью 150 кВт (горизонтальная пропеллерная турбина Пр30-Г-46, генератор ГС-150-Б1).

### Верхне-Рузская ГЭС (ГЭС-33)
55°56′43″ с. ш. 35°28′26″ в. д.
Относится к Вазузской гидросистеме, работает на сбросе воды из Верхнерузского водохранилища в реку Руза, расположена около деревни Черленково. Мощность — 2,0 МВт, среднегодовая выработка электроэнергии - 17 млн кВт.ч. Собственник станции — Мосводоканал. Введена в эксплуатацию в 1978 году.
Состав сооружений ГЭС:
- земляная насыпная плотина длиной 446 м, шириной по гребню 6 м и максимальной высотой 14,5 м;
- водосбросная плотина, рассчитанная на максимальный расход 130 м³/с, с четырьмя затворами;
- здание ГЭС, в котором расположено два гидроагрегата мощностью по 1,0 МВт. Каждый агрегат состоит из поворотно-лопастной турбины ПЛ-20/811-В-160 (производства ЛМЗ, расчетный напор 10 м) и генератора ВГСП 260/31-18 (производства Лысьвенского турбогенераторного завода).

Сооружения ГЭС образуют Верхне-Рузское водохранилище. Отметка НПУ — 208,75 м, площадь водохранилища — 9,4 км², объём 22 млн м³.

### Перепадная ГЭС (ГЭС-32)
55°55′42″ с. ш. 35°16′52″ в. д.
Относится к Вазузской гидросистеме, работает на сбросе воды из канала Яуза-Руза в Верхнерузское водохранилище, возвращает в энергосистему часть энергии затраченной на подъём воды в канал насосными станциями. Состав сооружений ГЭС — здание водоприёмника, два водовода диаметром 2,4 м, здание ГЭС. Мощность — 3,2 МВт, в здании ГЭС установлены два гидроагрегата мощностью по 1,6 МВт и мостовой кран грузоподъёмностью 15 т. Каждый гидроагрегат включает в себя турбину ПЛ20/811-В-160 (работающую на расчетном напоре 15 м) и генератор ВГСП-26031-18. Собственник станции — Мосводоканал.

### Озернинская ГЭС (ГЭС-3)
55°44′47″ с. ш. 36°09′45″ в. д.
Работает на сбросе воды из Озернинского водохранилища в реку Рузу. Мощность — 1,25 МВт (один гидроагрегат с турбиной РО-123-ВМ-120, расчетный напор 19,35 м), среднегодовая выработка 5,4 млн кВт.ч. Введена в эксплуатацию в 1967 году. Запланирована модернизация ГЭС с установкой дополнительного гидроагрегата Пр30-Г-46/1000-150 мощностью 150 кВт (горизонтальная пропеллерная турбина Пр30-Г-46, генератор ГС-150-Б1).

### Сенежская ГЭС
56°13′03″ с. ш. 37°00′08″ в. д.
Мощность станции — 0,06 МВт, построена в конце XIX века при плотине Сенежского водохранилища на реке Сестра, восстановлена в 2002 году по проекту ОАО «НИИЭС». В здании ГЭС, совмещенным с донным водовыпуском, смонтированы два вертикальных гидроагрегата с экспериментальными ортогональными турбинами, работающими на напоре 5 м: один мощностью 55 кВт с генератором 4 АИР 250 М8УЗ и один мощностью 5,5 кВт с генератором 4 АИР 132 М8УЗ. Собственник станции — ООО «Солнечногорская ПМК-19».

## Недействующие малые ГЭС

### Булгаковская ГЭС
55°05′26″ с. ш. 37°06′54″ в. д.
Была построена на реке Нара у деревни Булгаково на границе с Калужской областью, сохранилось здание машинного зала.

### Горбовская ГЭС
55°39′30″ с. ш. 36°15′21″ в. д.
Мощность электростанции — около 0,5 МВт (2×0,25), была построена в 1953 году на реке Руза около посёлка Горбово. Сохранились все сооружения: плотина, затворы, машинный зал, корпус распределительных устройств.

### Дутшевская ГЭС
56°35′55″ с. ш. 37°08′12″ в. д.

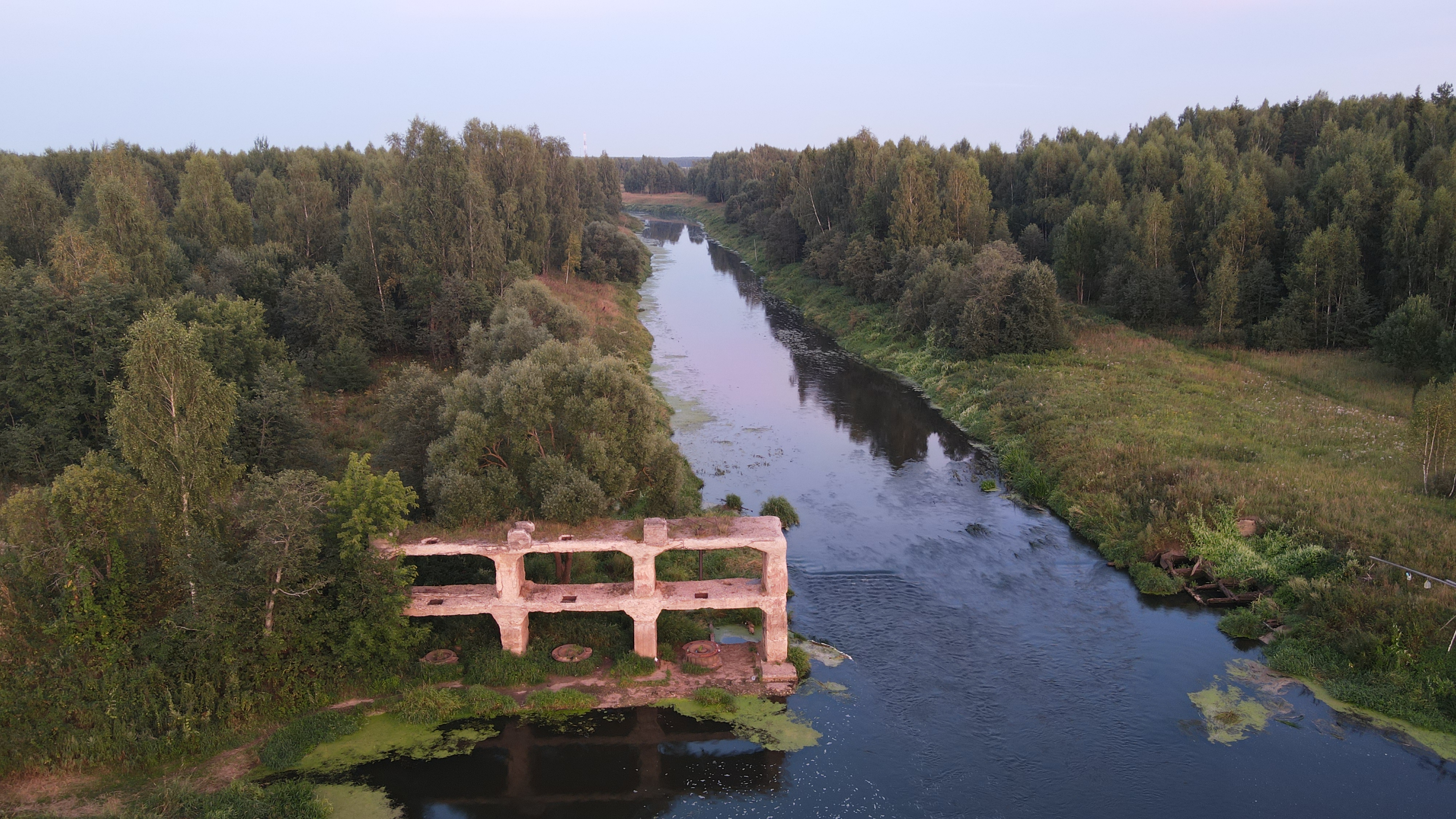
Дутшевская ГЭС

Развалины электростанции на реке Сестра на границе Московской и Тверской областей.

### Ливадийская ГЭС
54°31′45″ с. ш. 38°50′46″ в. д.
Была построена на реке Осётр около деревни Ливадия на границе с Рязанской областью, в данный момент ГЭС заброшена, всё разворовано, и там рыбачат рыбаки.

### Мишневская ГЭС
55°59′32″ с. ш. 38°12′36″ в. д.
Была построена на реке Воря около деревни Мишнево в Щёлковском районе, вступила в строй в 1947 году, работал агрегат ВТ-3 1/2 с автоматическим регулятором ПЭ-150 и турбиной изготовленной на Щёлковском насосном заводе, сохранились лишь сооружения плотины.

### Ярополецкая ГЭС
56°08′30″ с. ш. 35°50′00″ в. д.

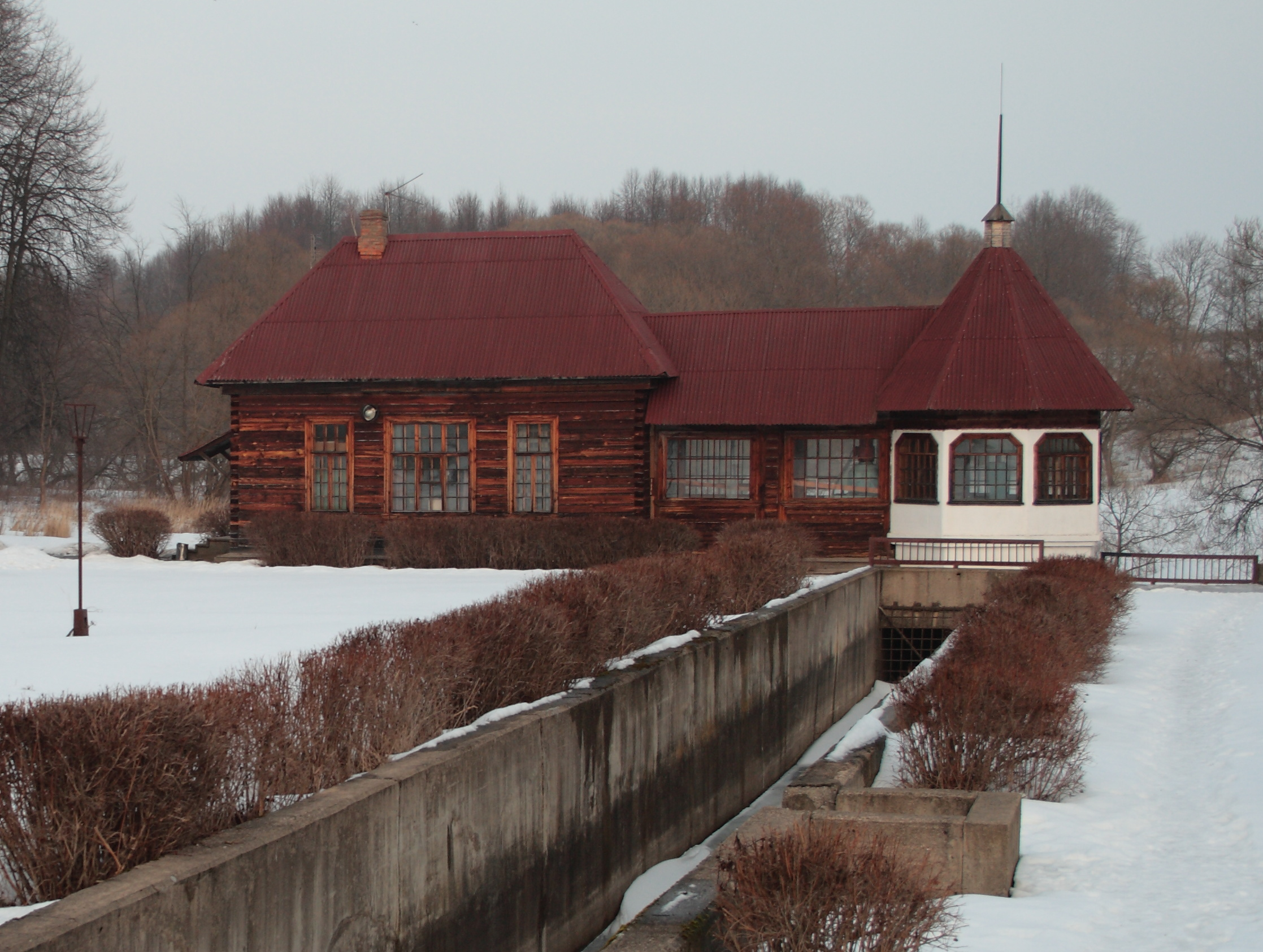
Ярополецкая ГЭС имени В. И. Ленина

Согласно информационной табличке в здании станции, это гидроэлектростанция имени В. И. Ленина. Исторический памятник, построена в 1919 году на реке Ламе в селе Ярополец и первоначально работала от наливного колеса мельницы. В 1939 году при участии Н. К. Крупской и Г. М. Кржижановского создана новая плотина и гидроэлектростанция. Мощность станции составляла около 0,01 МВт. Разрушена фашистами в 1941 году, в 1980 году восстановлена как памятник истории.